# Ancistrocercus salvadoricus
Ancistrocercus salvadoricus är en insektsart som beskrevs av Max Beier 1962. Ancistrocercus salvadoricus ingår i släktet Ancistrocercus och familjen vårtbitare. Inga underarter finns listade i Catalogue of Life.